# Paul Groves (calciatore)
Paul Groves (Derby, 28 febbraio 1966) è un allenatore di calcio ed ex calciatore inglese, di ruolo centrocampista. Vice allenatore del NorthEast Utd.
Bandiera del Grimsby Town, squadra con la quale ha disputato 454 incontri di campionato e realizzato 71 gol, Groves ha vinto una Football League Trophy proprio con i bianconeri nella stagione 1997-1998, giocata da capitano. Inoltre è stato premiato dai tifosi come calciatore dell'anno del Grimsby Town nelle annate 1995-1996 e 1998-1999.

## Carriera

### Giocatore

#### Club
Dopo aver iniziato la carriera tra le file del Belper Town passa al Burton Albion prima di passare nell'aprile del 1998 al Leicester City (gioca per il Lincoln City in prestito). Nel 1990 si trasferisce al Blackpool dove riesce a trovare spazio da titolare. Dopo l'avventura con i Seasiders Groves si accasa al Grimsby Town: qui viene schierato titolare per 4 stagioni consecutive giocando tutti gli incontri per un totale di 184 partite. Dopo una breve parentesi al West Bromwich nella stagione 1996-1997 ritorna al Grimsby Town dove diviene quasi una pedina inamovibile: divenuto capitano ad inizio stagione, gioca tutti gli incontri delle prime due stagioni per poi giocare anche da titolare fino all'annata 2002-2003 quando viene nuovamente ceduto in prestito, questa volta allo Scunthorpe United. Ritornato dal prestito ha il tempo di giocare altre 11 sfide in campionato con i Mariners. Lo York City acquista Groves e lo fa giocare da titolare: a fine stagione conta 42 presenze e 3 marcature. Chiude la carriera allo Stafford Rangers, nell'annata 2005-2006.

### Allenatore

#### Club
Dal 2001 al 2004 allena il Grimsby Town: nel mese di febbraio viene esonerato e sostituito da Nicky Law. Nel luglio del 2006 passa al Portsmouth in qualità di vice allenatore. Per un breve periodo nel novembre del 2009 diviene l'allenatore del Portsmouth affiancato da Ian Woan dopo l'esonero dell'allenatore Paul Hart. Durante il periodo con i gialloblu Groves lavora con Harry Redknapp, Tony Adams, Paul Hart e Avram Grant.
Nel luglio del 2010 Groves segue Grant al West Ham, con il quale aveva lavorato già in precedenza al Portsmouth, ma lascia la società londinese quando Grant viene esonerato.
Nel luglio del 2011 diviene l'allenatore delle giovanili dell'Bournemouth. Il 25 marzo del 2012, dopo le dimissioni di Lee Bradbury, viene promosso a vice allenatore per la parte finale della stagione 2011-2012. Nel maggio del 2012, pur avendo ottenuto solamente due vittorie in otto incontri, viene definitivamente nomitato allenatore anche a causa delle pressioni dei tifosi che chiedevano che alla guida del Bournemouth ci fosse una persona con esperienza.
Il 9 luglio 2018 viene nominato vice allenatore del Chennaiyin, squadra militante nella Indian Super League.

## Palmarès

### Giocatore

#### Competizioni nazionali
- Football League Trophy: 1

Grimsby Town: 1997-1998

#### Individuale
- Squadra dell'anno della PFA: 1

1997-1998 (Second Division)